# Die kleinen Ritter
Die kleinen Ritter (Alternativtitel: Die Abenteuer der kleinen Ritter, OT: At zijí rytíri!) ist ein tschechischer Familienfilm von Karel Janák aus dem Jahr 2009. Es handelt sich bei dem Ritterfilm um den Zusammenschnitt einer gleichnamigen Fernsehserie, die jedoch erst ein Jahr später veröffentlicht wurde.

## Handlung
Der Ritter Martin ist durch seinen Kampf gegen die Sarazenen im Auftrag der Königin sowie der Erfindung von verschiedenen Feuerwerkskörpern und ähnlichem zu großem Reichtum gelangt. So glaubt es zumindest sein Nachbar Albrecht von Krvenos, der den Ritter vor der Königin der Hexerei beschuldigt. Den Boten mit der Vorladung wollte er eigentlich im Wald abfangen, doch da kommt ihm ein Jagdtrupp von Martin zuvor.
Von den Beschuldigungen entrüstet macht sich Martin auf zur Königin, um die Anschuldigungen zu entkräften. Die Leitung der Burg überträgt er seinem ältesten Sohn Peter. Auf dem Weg zur Königin bietet ihm Albrecht seine Gastfreundschaft an. Er betäub ihn und seine Mannen und steckt sie ins Verlies. Anschließend bietet er Peter eine Turnierteilnahme auf seiner Burg an. Auf dem Weg zur Burg werden Peter und sein Gefolge von Rittern des Hauses Albrecht angegriffen. Den fünf Kindern gelingt die Flucht durch einen Fluss, Albrechts Mannen halten sie für tot.
Albrecht macht sich auf zur Burg und beginnt diese nach einem Schatz durchsuchen zu lassen. Den Kindern gelingt es aber durch einige Tricks Albrechts Gefolgschaft zu überzeugen, dass es in dem Schloss kein Gold gibt, dafür aber spukt. Albrecht verlässt die Burg wieder und lässt acht Männer auswählen, die die Burg bewachen sollen. Auch diese verjagen die fünf Kinder.
Unterdessen gelingt Martin mit Hilfe einiger Banditen sowie einem Küchenjungen namens Tomas und seinem Onkel die Flucht aus dem Verlies.
Albrecht kommt den Kindern auf die Schliche und versucht nun mit seiner Armee die Burg einzunehmen. Doch die Kinder schaffen es dank der Erfindungskunst von Peter selbst eine Armee vorzutäuschen und die Angreifer in die Flucht zu schlagen. Wieder gelingt es jedoch Albrecht den Trick der Kinder zu durchschauen. Zwischenzeitlich gelang es allerdings Martin zur Burg zu gelangen. Hoffnungslos in der Unterzahl machen sie sich für die entscheidende Schlacht bereit, als die Königin eintrifft. Sie erklärt die Anschuldigungen von Albrecht für nichtig und enthebt sie seines Ritterstandes. Bei einer darauffolgenden Feier wird Peter zum Ritter geschlagen.

## Hintergrund
Eine deutsche Synchronfassung des Films wurde am 18. Mai 2015 über NewKSM als DVD veröffentlicht.

## Rezeption
Die Redaktion der Seite Kinderfilmwelt bewertete den Film mit drei von fünf möglichen Punkten. Sie bezeichnete den Film als passend für Kinder, die sich für das Mittelalter und das  Rittertum interessieren. Der Film sei weniger auf Tempo und rasante Action, als vielmehr auf Spaß ausgerichtet. Kämpfe werden durch logisches Denken geklärt.